# Garrya elliptica
Garrya elliptica är en garryaväxtart som beskrevs av David Douglas och John Lindley. Garrya elliptica ingår i släktet Garrya och familjen garryaväxter. Inga underarter finns listade.

## Bildgalleri

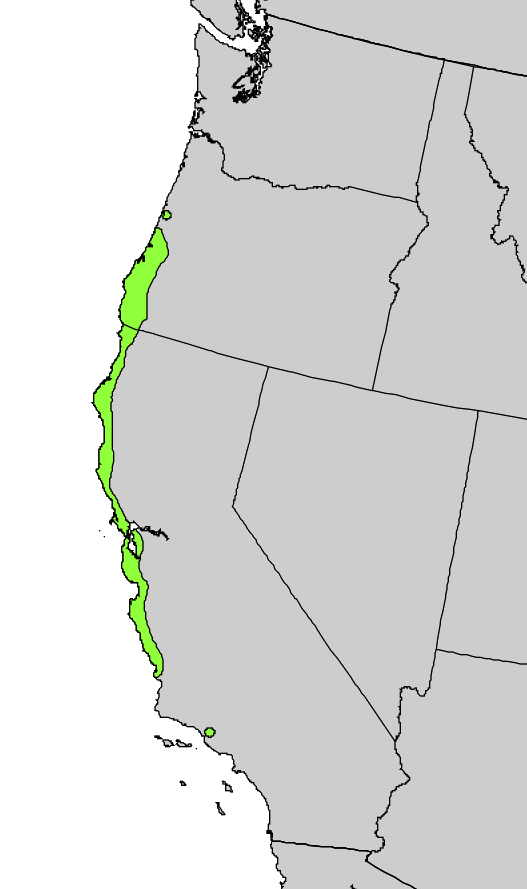
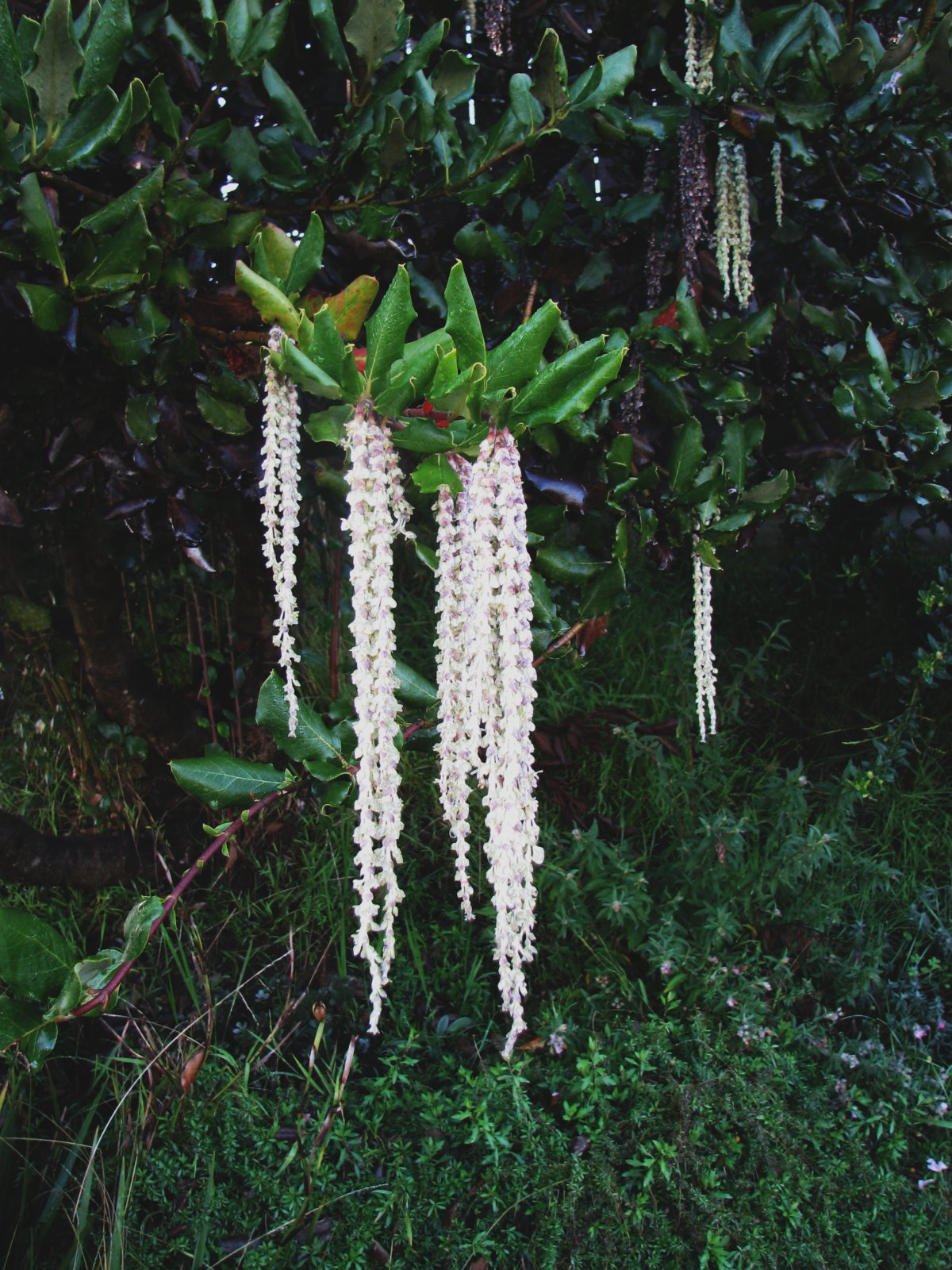
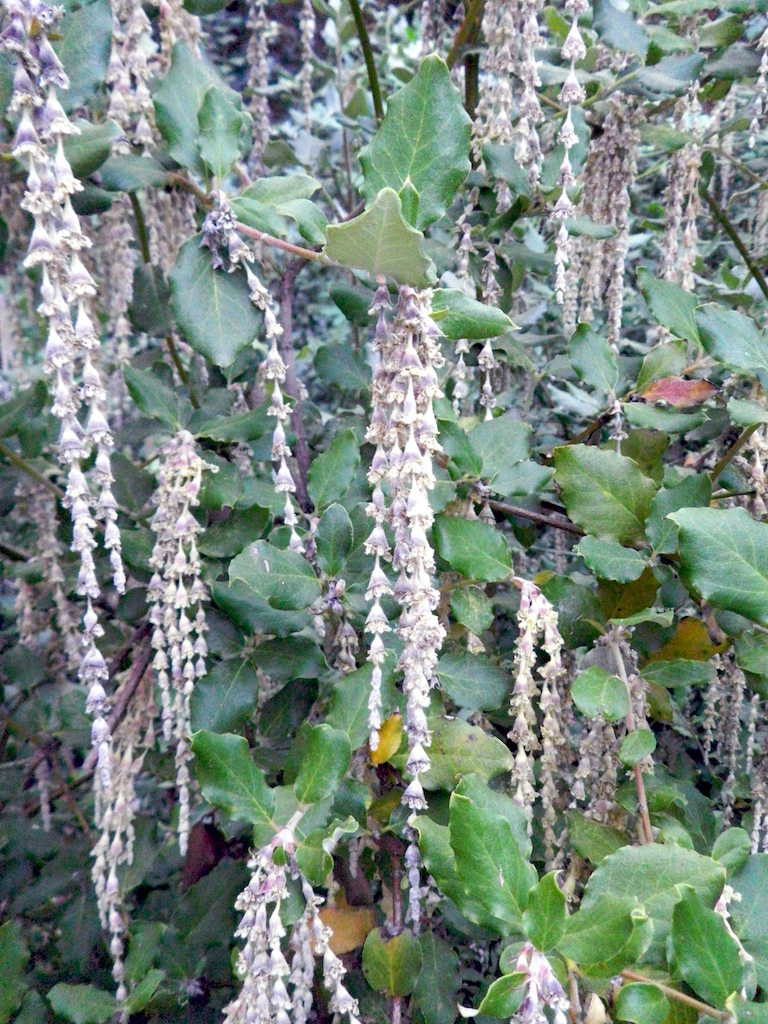
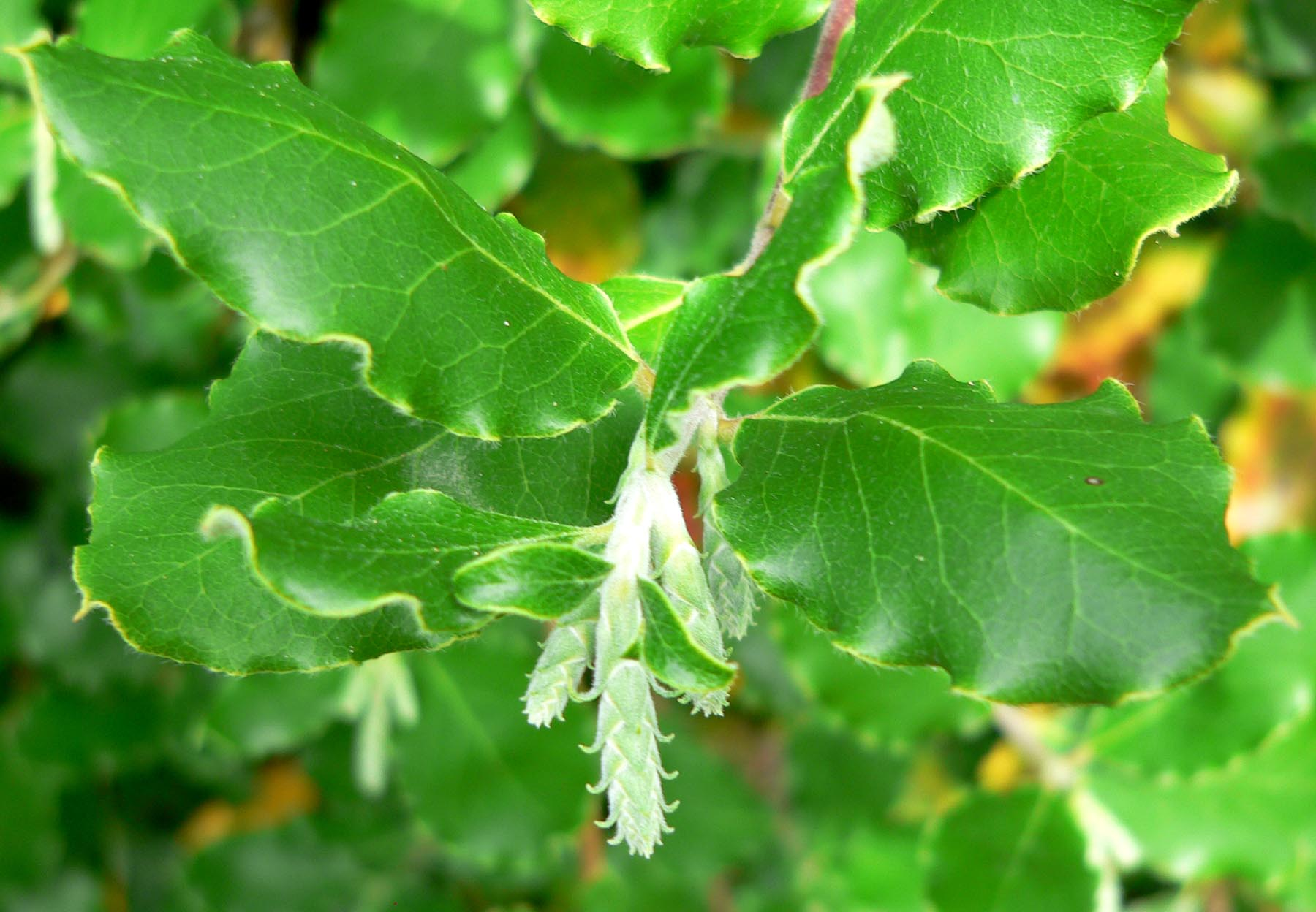
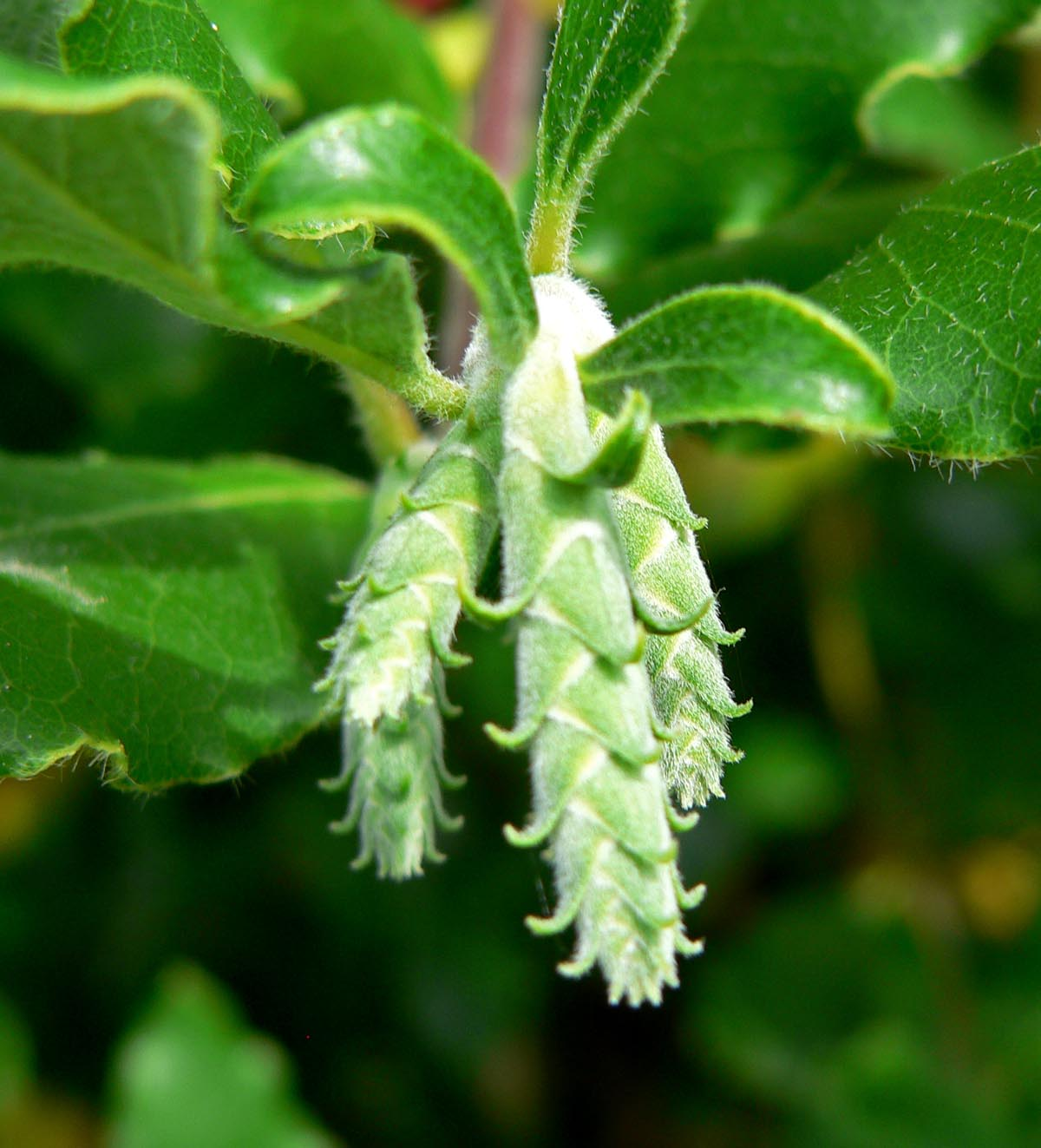
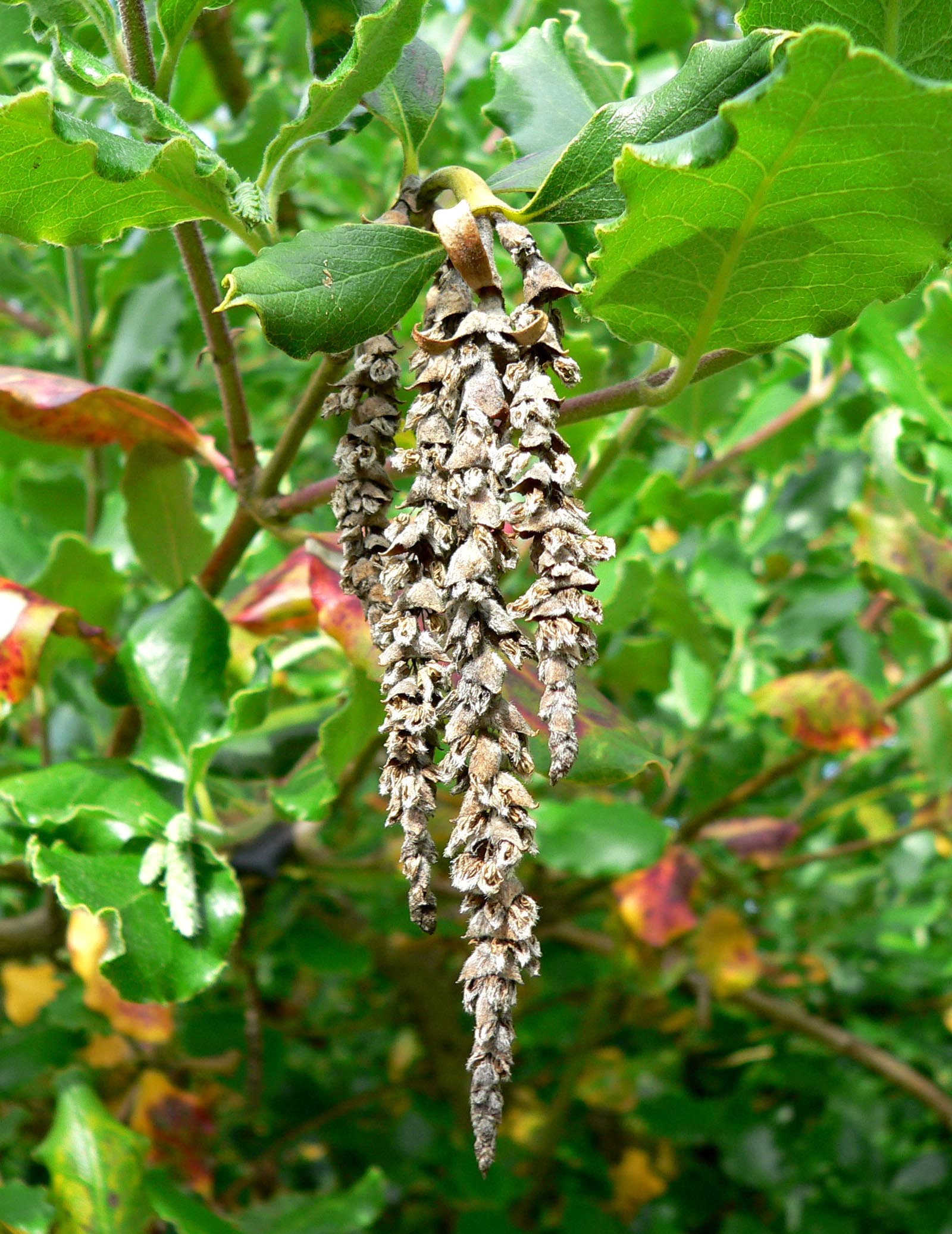